# Dave Gavitt
David Roy Gavitt, detto Dave (Westerly, 26 ottobre 1937 – Providence, 16 settembre 2011), è stato un cestista, allenatore di pallacanestro e dirigente sportivo statunitense, membro del Naismith Memorial Basketball Hall of Fame dal 2006 in qualità di contributore.

## Carriera

### Giocatore
Giocò come guardia a livello di college con i Dartmouth Big Green.

### Allenatore
Terminati gli studi, intraprese la carriera di allenatore come vice alla Worcester Academy e successivamente (1962-1967) al Providence College. Dal 1967 al 1969 fu capo allenatore dei Dartmouth Big Green; vinse 18 incontri, perdendone 33. Dal 1969 al 1979 ha guidato Providence per un totale di 209 vittorie e 84 sconfitte. Nel 1980 ha allenato la nazionale statunitense; non riuscì tuttavia a disputare le Olimpiadi 1980 a causa del boicottaggio americano.

### Dirigente
Gavitt fu uno dei protagonisti della nascita della Big East Conference, una delle conference maggiori dello sport NCAA, di cui fu il primo commissioner, rimanendo in carica dal 1979 al 1990.
Ha inoltre ricoperto l'incarico di presidente dell'USA Basketball, svolgendo un ruolo decisivo nell'accordo con la NBA per la creazione del Dream Team in occasione delle Olimpiadi 1992. Dal 1990 al 1994 è stato vice presidente dei Boston Celtics, e dal 1995 al 2003 presidente del Naismith Memorial Basketball Hall of Fame.